# Iniistius
Iniistius is een geslacht van straalvinnige vissen uit de familie van lipvissen (Labridae). Het geslacht is voor het eerst wetenschappelijk beschreven in 1863 door de Amerikaanse ichtytoloog Theodore Nicholas Gill.

## Soorten
- Iniistius aneitensis (Günther, 1862)
- Iniistius auropunctatus Randall, Earle & Robertson, 2002
- Iniistius baldwini (Jordan & Evermann, 1903)
- Iniistius bimaculatus (Rüppell, 1829)
- Iniistius celebicus (Bleeker, 1856)
- Iniistius cyanifrons (Valenciennes, 1840)
- Iniistius dea (Temminck & Schlegel, 1845)
- Iniistius evides (Jordan & Richardson, 1909)
- Iniistius geisha (Araga & Yoshino, 1986)
- Iniistius griffithsi Randall, 2007
- Iniistius jacksonensis (Ramsay, 1881)
- Iniistius melanopus (Bleeker, 1857)
- Iniistius pavo (Valenciennes, 1840)
- Iniistius pentadactylus (Linnaeus, 1758)
- Iniistius spilonotus (Bleeker, 1857)
- Iniistius trivittatus (Randall & Cornish, 2000)
- Iniistius twistii (Bleeker, 1856)
- Iniistius umbrilatus (Jenkins, 1901)
- Iniistius verrens (Jordan & Evermann, 1902)